# Pierre au Diable
La Pierre au Diable, appelée aussi menhir de la Poupinière, est un menhir situé à Saint-Pierre-des-Nids, dans le département français de la Mayenne.

## Protection
Le menhir fait l’objet d’un classement au titre des monuments historiques par arrêté du 20 janvier 1978.

## Description
Le menhir mesure 3,90 m de hauteur et serait l'un des plus hauts menhirs du département.